# Piacenza Football Club 1927-1928
Questa pagina raccoglie le informazioni riguardanti il Piacenza Football Club nelle competizioni ufficiali della stagione 1927-1928.

## Stagione
Nella stagione 1927-1928 il Piacenza ha disputato il girone D del campionato di Seconda Divisione. Con 27 punti in classifica ha vinto il girone ed è stato promosso in Prima Divisione, accompagnato dal Codogno secondo classificato con 25 punti e dal Fanfulla di Lodi, terzo in classifica con 22 punti.

## Rosa
| N. |                   | Ruolo | Calciatore        |
| -- | ----------------- | ----- | ----------------- |
|    | Italia (bandiera) | A     | Ugo Armani        |
|    | Italia (bandiera) | A     | Antonio Benassi   |
|    | Italia (bandiera) | A     | Giovanni Bergonzi |
|    | Italia (bandiera) | D     | Pietro Bolledi    |
|    | Italia (bandiera) | C     | Giuseppe Cella    |
|    | Italia (bandiera) | D     | Giulio Delmiglio  |
|    | Italia (bandiera) | C     | Aldo Gobbi        |
|    | Italia (bandiera) | D     | Alfredo Massari   |

| N. |                   | Ruolo | Calciatore          |
| -- | ----------------- | ----- | ------------------- |
|    | Italia (bandiera) | A     | Francesco Mattuteia |
|    | Italia (bandiera) | P     | Bruno Midali        |
|    | Italia (bandiera) | P     | Giovanni Perfetti   |
|    | Italia (bandiera) | D     | Giuseppe Rapetti    |
|    | Italia (bandiera) | A     | Antonio Rossetti    |
|    | Italia (bandiera) | C     | Adolfo Salamoni     |
|    | Italia (bandiera) | C     | Renato Tammi        |
|    | Italia (bandiera) | C     | Giuseppe Vernaschi  |